# ميخائيل موراي
ميخائيل موراي (بالإنجليزية: Michael Murray)‏ هو كاتب أمريكي، ولد في 19 مارس 1943.